# Croton pseudoadipatus
Croton pseudoadipatus är en törelväxtart som beskrevs av Léon Camille Marius Croizat. Croton pseudoadipatus ingår i släktet Croton och familjen törelväxter. Inga underarter finns listade i Catalogue of Life.